# Dorrtown (Virginia Occidental)
Dorrtown es un área no incorporada ubicada en el condado de Webster (Virginia Occidental), Estados Unidos. Está registrada en el Servicio Geológico de Estados Unidos con fecha de entrada del 13 de septiembre de 1996.
El número de identificación asignado por el Sistema de Información de Nombres Geográficos es 1560589.

## Geografía
Se encuentra a una altitud de 439 m s. n. m. (1440 pies) según el Servicio Geológico.